# 福島県幼稚園の廃園一覧
福島県幼稚園の廃園一覧（ふくしまけんようちえんのはいえんいちらん）は、福島県内の廃園になった幼稚園の一覧。対象となるのは、学制改革（1947年）以降に廃園となった幼稚園、および分園である。園名は廃園当時のもの。廃園時に幼稚園が所在していた自治体がその後合併により消滅している場合は、現行の自治体に含める。また現在休園中の県内の幼稚園（分園）も、参考として記載する。
（）内は、廃園になった年（休園の場合は、その措置が取られた年）である。

## 福島市
- 福島市立福島第二幼稚園（2004年ふくしま東幼稚園へ統合）
- 福島文化幼稚園（2010年認定こども園今、ここ。宮町福島ぶんぶん園へ移行）[1]
- 福島文化瀬上幼稚園（2013年認定こども園 今、ここ。瀬上瀬上ぶんぶん園へ移行）[1]
- 福島文化笹谷幼稚園（2013年認定こども園今、ここ。笹谷笹谷ぶんぶん園福島文化笹谷幼稚園となるも[1]、2023年廃園[2]）
- 福島カトリック幼稚園（2019年）[3]
- 福島市立ふくしま東幼稚園（2019年春日保育所などと統合し福島市立ふくしま中央認定こども園へ）[4]
- 福島市立ふくしま南幼稚園（同上）[4]
- 福島市立ふくしま西幼稚園（同上）[4]
- 福島市立ひらの幼稚園（2019年福島市立ひらの認定こども園へ移行）[4]
- 福島市立ほうらい幼稚園（2019年福島市立杉妻幼稚園へ統合）[4]
- 福島市立大笹生幼稚園（2019年福島市立笹谷幼稚園へ統合）[4]
- 福島市立おおとり幼稚園（2019年にしね幼稚園と統合し福島市立いいざか幼稚園へ）[4]
- 福島市立にしね幼稚園（2019年おおとり幼稚園と統合しいいざか幼稚園へ）[4]
- 福島市立北沢又幼稚園（2019年福島市立清水幼稚園へ統合）[3]
- 福島市立平田幼稚園（2019年福島市立佐倉幼稚園へ統合）[4]
- 福島市立金谷川幼稚園（2019年統合により福島市立まつかわ幼稚園へ）[4]
- 福島市立まつかわ西幼稚園（同上）[4]
- 福島市立まつかわ東幼稚園（同上）[4]
- 福島市立飯野幼稚園（2019年福島市立飯野おひさま保育所と統合し福島市立いいの認定こども園へ）[4]
- 蓬萊もみじ幼稚園（2023年休園）[2]
- 福島市立こひつじ幼稚園（2023年11月30日）[5]

## 会津若松市
- みづほ幼稚園
- 会津慈光幼稚園〈旧〉（2011年認定こども園会津慈光こども園会津慈光幼稚園〈新〉へ移行）[6]
- 慈光第二幼稚園〈旧〉（2011年認定こども園慈光第二幼稚園となり、2019年幼保連携型認定こども園慈光第二幼稚園〈新〉へ移行[3]）
- 白梅幼稚園〈旧〉（2011年幼保連携型認定こども園子どもの森白梅幼稚園・会津保育園へ移行）[7]
- 会津若松市立河東第一幼稚園（2011年会津若松市立河東第三幼稚園へ統合）[8]
- 東行仁幼稚園〈旧〉（2015年幼稚園型認定こども園榎の木東行仁幼稚園・アリスルームへ移行）[7]
- こばと幼稚園〈旧〉（2015年幼保連携型認定こども園こばと幼稚園・こばとひなちゃん保育園へ移行）[9]
- 若松第二幼稚園〈旧〉（2015年幼保連携型認定こども園若松第二幼稚園へ移行）[10]
- 若松第一幼稚園〈旧〉（2015年幼稚園型認定こども園若松第一幼稚園となり、2018年幼保連携型認定こども園若松第一幼稚園〈新〉へ移行）[10]
- 若松第三幼稚園〈旧〉（2015年幼稚園型認定こども園若松第三幼稚園となり、2020年幼保連携型認定こども園若松第三幼稚園〈新〉へ移行）[10]
- 菅原若葉幼稚園（2017年幼保連携型認定こども園菅原若葉こども園へ移行）[11]
- 東行仁幼稚園（2017年幼保連携型認定こども園榎の木へ移行）[11]
- 東明幼稚園（2018年とうみょう子ども園へ移行）[12]
- 若松第一幼稚園〈旧〉（2018年幼保連携型認定こども園若松第一幼稚園〈新〉へ移行）[12]
- 会津若葉幼稚園〈旧〉（2018年8月31日幼保連携型認定こども園会津若葉幼稚園〈新〉へ移行）[3]
- 会津若松ザベリオ学園幼稚園（2020年ザベリオ学園こども園へ移行）[13]

## 郡山市
- 郡山市立安子島幼稚園（2005年民営化しみらい幼稚園新設のため廃園）
- 郡山市立熱海幼稚園（同上）
- 郡山市立喜久田幼稚園（同上）
- 郡山市立日和田幼稚園（同上）
- 郡山市立三穂田幼稚園（同上）
- 希望ヶ丘幼稚園（2017年幼稚園型認定こども園希望ヶ丘こども園となり[14]、同年8月31日幼保連携型認定こども園希望ヶ丘こども園へ移行[12]）
- エムポリアム幼稚園（2019年エムポリアムこども園へ移行）[15]
- こはらだ幼稚園〈旧〉（2020年幼稚園型認定こども園こはらだ幼稚園〈新〉へ移行）[16]
- 片平幼稚園（2023年片平認定こども園へ移行）[17]

## いわき市
- いわき市立内町幼稚園（2016年休園、2018年廃園）[12]
- 清風幼稚園（2017年幼保連携型認定こども園りんごの木へ移行）[11]
- 久之浜第一幼稚園（2017年幼保連携型認定こども園久之浜こども園へ移行）[11]
- 九品寺附属幼稚園（2018年九品寺こども園へ移行）[12]
- わかぎ幼稚園（2018年わかぎこども園へ移行）[12]
- 平幼稚園〈旧〉（2018年幼保連携型認定こども園平幼稚園〈新〉へ移行）[12]
- 神谷幼稚園（2018年神谷こども園へ移行）[12]
- 平第二幼稚園（2019年松の実こども園へ移行）[18]
- 郷ヶ丘幼稚園（2019年幼保連携型認定こども園さとがおかキンダーガーデンへ移行）[3]
- いわき市立四倉第三幼稚園（2020年）[13]
- 勿来リズム学園幼稚園（2020年リズム学園こども園へ移行）[13]
- 泉幼稚園〈旧〉（2020年幼保連携型認定こども園泉幼稚園〈新〉へ移行）[13]
- いわき市立錦幼稚園（2021年）[19]
- いわき市立四倉第四幼稚園（2021年）[19]
- いわき市立湯本第一幼稚園（2022年）[20]
- いわき市立湯本第三幼稚園（2022年）[21]
- 岡ノ内幼稚園〈旧〉（2022年[22]幼保連携型認定こども園岡ノ内幼稚園〈新〉へ移行）
- 平第一幼稚園〈旧〉（2022年[22]幼保連携型認定こども園平第一幼稚園〈新〉へ移行）
- あざみ野幼稚園[22]（2022年あざみ野こども園[23]へ移行）

## 白河市
- 丘の上幼稚園〈旧〉（2011年認定こども園丘の上幼稚園〈新〉へ移行）[24]

## 須賀川市
- 須賀川市立白江幼稚園（2007年須賀川市立白江こども園〈初代〉[25]となり、2023年白江こども園〈2代目〉[26]へ移行）
- 須賀川市立白方幼稚園（2008年須賀川市立白方こども園〈初代〉[25]となり、2023年白方こども園〈2代目〉[27]へ移行）
- 栄光幼稚園（2009年認定こども園オリーブの木栄光幼稚園・栄光保育園となり、2015年幼保連携型認定こども園オリーブの木へ移行）[28]
- 愛星幼稚園（2013年認定こども園くるみの木愛星幼稚園・愛星保育園となり、2015年幼保連携型認定こども園くるみの木へ移行）[29]
- 須賀川市立大東幼稚園（2016年須賀川市立大東こども園へ移行）[25]
- 須賀川市立和田幼稚園（2017年）[25]
- 須賀川市立小塩江幼稚園（2023年休園）[30]
- 須賀川市立仁井田幼稚園（2024年学校法人吉野学園わかば幼稚園仁井田の杜わかばこども園へ移行）[31]
- 須賀川市立長沼幼稚園（2024年須賀川市立長沼保育所と統合し長沼こども園へ）[31]

## 喜多方市
- 喜多方市立第一幼稚園（2016年喜多方市立第一こども園へ移行）[32]
- 喜多方市立第二幼稚園（2016年喜多方市立第二こども園へ移行）[32]
- 喜多方市立すぎっこ幼稚園（2016年喜多方市立すぎっここども園へ移行）[32]
- 喜多方市立関柴幼稚園（2016年喜多方市立第四こども園へ移行）[32]
- 喜多方市立松山幼稚園（2016年認定こども園〈名称不詳〉へ移行）[32]
- 喜多方市立慶徳幼稚園（2016年認定こども園〈名称不詳〉へ移行）[32]
- 喜多方市立上三宮幼稚園（2017年）[11]
- 喜多方市立岩月幼稚園（2017年）[33]
- 喜多方市立熊倉幼稚園（2017年）[33]
- 喜多方市立豊川幼稚園（2017年）[33]
- 信愛幼稚園（2021年休園）[34]

## 相馬市
- 相馬市立山上幼稚園（2016年休園）[35]
- 相馬市立玉野幼稚園（2017年）[35]
- 相馬市立磯部幼稚園（2018年休園）[35]
- みどり幼稚園〈旧〉（2022年[36]幼保連携型認定こども園みどり幼稚園〈新〉[37]へ移行）

## 二本松市
- 二本松市立上川崎幼稚園（2010年下川崎幼稚園と統合し二本松市立川崎幼稚園へ）[38]
- 二本松市立下川崎幼稚園（2010年上川崎幼稚園と統合し川崎幼稚園へ）[38]
- 二本松市立新殿幼稚園（2014年旭幼稚園と統合しいわしろさくら幼稚園へ）[39][注釈 1]
- 二本松市立旭幼稚園（2014年新殿幼稚園と統合しいわしろさくら幼稚園へ）[39]
- 二本松市立とうわ幼稚園（2015年二本松市立とうわこども園へ移行）[40]
- 二本松市立いわしろさくら幼稚園（2015年二本松市立いわしろさくらこども園へ移行）[40]
- 二本松市立はらせ幼稚園（2020年休園）[41]
- 二本松市立小浜幼稚園（2020年休園）[42]
- 二本松市立塩沢幼稚園（2021年休園）[43]
- 二本松市立大平幼稚園（2021年休園）[44]
- 二本松市立川崎幼稚園（2022年休園）[45]

## 田村市
- 田村市立古道幼稚園（2009年田村市立都路こども園へ移行）[46]
- 田村市立上大越幼稚園（2010年下大越幼稚園と統合し田村市立大越こども園へ）[38]
- 田村市立下大越幼稚園（2010年上大越幼稚園と統合し大越こども園へ）[38]
- 田村市立岩井沢幼稚園（2017年）[11]

## 南相馬市
- 小高教会幼稚園（2011年）[47][注釈 3]
- 南相馬市立太田幼稚園（2011年休園）[48]
- 南相馬市立石神第一幼稚園（2011年休園）[48]
- 南相馬市立石神第二幼稚園（2011年休園）[48]
- 南相馬市立福浦幼稚園（2011年休園[49]、2021年廃園[50]）
- 南相馬市立金房幼稚園（2011年休園[49]、2021年廃園[50]）
- 南相馬市立鳩原幼稚園（2011年休園[49]、2021年廃園[50]）
- 南相馬市立真野幼稚園（2014年）[39]
- 南相馬市立上真野幼稚園（2018年休園）[48]
- 南相馬市立小高幼稚園（2020年おだか保育園と統合し南相馬市立おだか認定こども園へ）[13]
- 南相馬市立八沢幼稚園（2022年休園）[51]

## 伊達市
- 伊達市立大田幼稚園（2010年）[52]
- 伊達市立上保原幼稚園（2013年認定こども園上保原新設のため廃園）[53]
- 保原シャローム学園大田幼稚園（2015年大田保育園と統合し幼保連携型認定こども園大田となり、2019年認定こども園大田へ改称）[54]
- 伊達市立梁川幼稚園（2015年8月1日梁川認定こども園へ移行）[52]
- 伊達市立月舘幼稚園（2016年月舘保育園と統合し月舘認定こども園へ）[52]
- 伊達市立伊達幼稚園（2017年）[52]
- 伊達市立富野幼稚園（2017年）[52]
- 伊達市立富成幼稚園（2017年）[52]
- 神愛幼稚園〈旧〉（2017年幼保連携型認定こども園神愛幼稚園〈新〉へ移行）[55]
- 伊達市立掛田幼稚園（2021年）[52]
- 保原教会幼稚園（2021年休園[56]、2023年廃園[57]）
- 伊達市立保原幼稚園（2024年社会福祉法人伊達福祉会保原認定こども園へ移行）[58]
- 伊達市立伏黒幼稚園（2024年学校法人神愛学園伊達・ひかり認定こども園へ移行）[58]

## 伊達郡
- 桑折町立半田醸芳幼稚園（2017年桑折町立醸芳幼稚園へ統合）[11]
- 桑折町立睦合幼稚園（同上）[11]
- 桑折町立伊達崎幼稚園（同上）[11]
- 国見町立藤田幼稚園（2013年森江野幼稚園と統合し国見町立くにみ幼稚園へ）[59]
- 国見町立森江野幼稚園（2013年藤田幼稚園と統合しくにみ幼稚園へ）[59]
- 川俣町立小島幼稚園（1999年川俣町立川俣南幼稚園へ統合）
- 川俣町立福田幼稚園（2016年休園[60]、2023年統合により川俣町立かわまた認定こども園へ[61]）
- 川俣町立川俣幼稚園（2018年休園[60]、2023年かわまた認定こども園へ[61]）
- 川俣町立富田幼稚園（2023年かわまた認定こども園へ）[61]
- 川俣町立川俣南幼稚園（同上）[61]

## 岩瀬郡
- 鏡石町立成田幼稚園（2009年休園、2013年廃園）[62]
- 岡ノ内幼稚園〈旧〉（2022年[63]認定こども園こどもの杜岡ノ内幼稚園〈新〉[64]へ移行）

## 河沼郡
- 会津坂下町立坂下幼稚園（2013年会津坂下町立坂下南幼稚園と会津坂下町立坂下東幼稚園へ分割）[62]
- 会津坂下町立若宮幼稚園（2013年坂下幼稚園の一部と統合し坂下南幼稚園へ）[62]
- 会津坂下町立広瀬幼稚園（2013年坂下幼稚園の一部および金上幼稚園と統合し坂下東幼稚園へ）[62]
- 会津坂下町立金上幼稚園（2013年坂下幼稚園の一部および広瀬幼稚園と統合し坂下東幼稚園[62]
- 湯川村立笈川幼稚園（2009年勝常幼稚園と統合し湯川村立ゆがわ幼稚園へ）[46]
- 湯川村立勝常幼稚園（2009年笈川幼稚園と統合しゆがわ幼稚園へ）[46]

## 大沼郡
- 会津美里町立赤沢幼稚園（2011年高田幼児保育園と統合し認定こども園ひかり幼稚園へ）[8]
- 会津美里町立本郷幼稚園（2019年）[3]
- 会津美里町立新鶴幼稚園（2019年）[3]

## 西白河郡
- 西郷第一幼稚園（2008年9月19日）[46]
- 西郷第二幼稚園（2008年9月19日）[46]

## 東白川郡
- 棚倉町立高野幼稚園（2022年）[65]
- 矢祭町立東舘幼稚園（2013年石井幼稚園と統合し矢祭幼稚園へ）[62]
- 矢祭町立石井幼稚園（2013年東舘幼稚園と統合し矢祭幼稚園へ）[62]
- 矢祭町立矢祭幼稚園（2014年矢祭町立やまつりこども園へ移行）[39][注釈 4]
- 塙町立常豊幼稚園（2018年塙町立塙幼稚園へ統合）[12]
- 鮫川村立鮫川幼稚園（2018年鮫川保育園と統合し認定こども園さめがわこどもセンターへ）[12]

## 石川郡
- 平田村立西山幼稚園（2011年[66]小平幼稚園へ統合[62]）
- 平田村立永田幼稚園（2013年[66]蓮田幼稚園へ統合[62]）
- 平田村立蓮田幼稚園（2015年平田村立蓮田こども園となり、2022年小平こども園と統合し平田村立ひらたこども園へ）[66]
- 平田村立小平幼稚園（2015年平田村立小平こども園となり、2022年蓮田こども園と統合しひらたこども園へ）[66]
- 古殿町立古殿幼稚園（2015年古殿町立ふるどのこども園へ移行）[40]

## 田村郡
- 小野町立小野わかば幼稚園（2022年中央さくら保育園・夏井おおすぎ保育園・飯豊ひまわり保育園・浮金つつじ児童園・平舘たんぽぽ保育園・羽出庭つくし児童園と統合し社会福祉法人啓誠福祉会おのまち認定こども園へ）[67]

## 双葉郡
- 広野町立広野幼稚園（2019年）[3]
- 富岡町立富岡幼稚園（2019年）[3]
- 大熊町立大野幼稚園（2023年熊町幼稚園と統合し認定こども園学び舎ゆめの森へ）[68]
- 大熊町立熊町幼稚園（2023年大野幼稚園と統合し認定こども園学び舎ゆめの森へ）[68]
- 浪江町立苅野幼稚園（2019年12月20日）[13]
- 浪江町立大堀幼稚園（2019年12月20日）[13]

## 相馬郡
- 飯舘村立草野幼稚園（2018年飯樋幼稚園およびやまゆり保育所と統合し飯舘村立までいの里のこども園へ）[12]
- 飯舘村立飯樋幼稚園（2018年草野幼稚園およびやまゆり保育所と統合しまでいの里のこども園へ）[12]